# 吴光辉
吴光辉（1960年2月7日—），湖北武汉人，汉族，飞机设计专家，中国工程院院士，国务院特殊津贴获得者。中共十七大代表，第十一届、第十二届全国政协委员，第十三届全国人大代表。

## 生平
1960年，出生于武昌某军工厂一个普通工人家庭，籍贯湖北省汉阳县大集场（今武汉市蔡甸区大集街道）张家渡村，曾就读于汉阳县小集中学，后返回武昌读三线工厂工人子弟学校。
1977年，高中毕业后前往故乡张家渡村插队当知青，在公路、排灌站当民工。在此期间考上南京航空学院。
1982年，获得南京航空学院飞机设计专业学士学位，分配到西安远郊的航空工业部603所担任技术员。2009年，获北京航空航天大学工学博士学位。
2008年，当选第十一届全国政协委员，代表科学技术界，分入第三十组。2008年至今，担任中国商用飞机有限责任公司副总经理、国家重大专项C919大型客机总设计师。
2010年，获国家科学技术进步奖特等奖，2011年获全国五一劳动奖章，2014年获全国优秀科技工作者荣誉称号，2017年11月27日，当选为中国工程院院士。。2018年2月24日，当选为第十三届全国人大代表。